# Coamo
Coamo è una città di Porto Rico situata nell'entroterra meridionale dell'isola. L'area comunale confina a nord con Barranquitas e Orocovis, a est con Aibonito e Salinas, a sud con Santa Isabel e a ovest con Juana Díaz e Villalba. Il comune, che fu fondato nel 1579, oggi conta una popolazione di oltre 37 000 abitanti ed è suddiviso in 11 circoscrizioni (barrios).